# Terytorium (jednostka administracyjna Kanady)

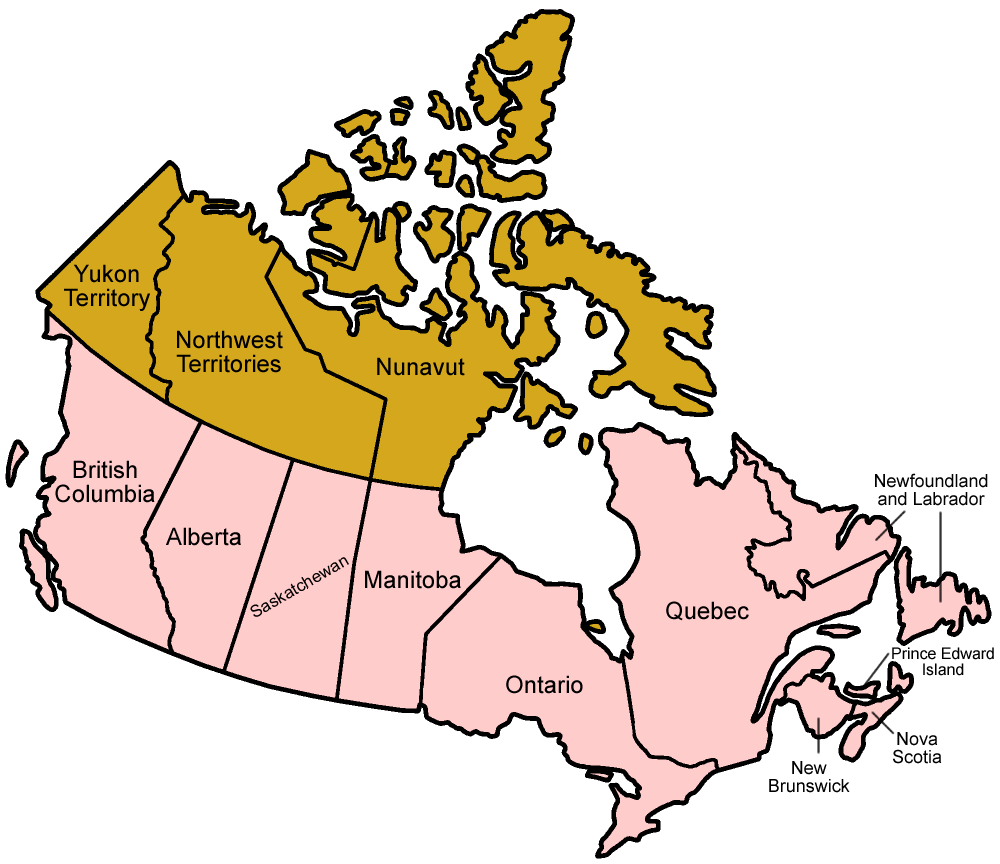
Mapa podziału administracyjnego Kanady. Terytoria zaznaczone kolorem brązowym, prowincje – różowym

Terytorium (ang. territory, fr. territoire) – w Kanadzie obok prowincji podstawowa jednostka administracyjna, obejmujące tereny północnej Kanady. Te bardzo rozległe i słabo zaludnione obszary podzielone są na trzy terytoria:
- Jukon – Yukon
- Nunavut – Nunavut
- Terytoria Północno-Zachodnie – Northwest Territories – Territoires du Nord-Ouest

Każde terytorium posiada swoje Zgromadzenie Legislacyjne oraz rząd z premierem na czele. Z wyjątkiem Jukonu, nie istnieją w terytoriach systemy partyjne. Przedstawicielem rządu federalnego przy rządach terytorialnych jest komisarz – Commissioner. W przeszłości komisarz posiadał szerokie pełnomocnictwa administracyjne, współcześnie rola tego urzędu jest mocno ograniczona i podobna do roli gubernatorów poruczników w prowincjach, choć komisarz nie reprezentuje monarchii, lecz tylko Rząd Federalny Kanady. W odróżnieniu od rządów prowincjonalnych, rządy terytorialne nie dzielą się na ministerstwa, lecz na departamenty.